# Spirits Having Flown
| 전문가 평가                                | 전문가 평가 |
| 평가 점수                                  | 평가 점수   |
| 출처                                       | 점수        |
| ------------------------------------------ | ----------- |
| AllMusic                                   | [ 3 ]       |
| Christgau's Record Guide                   | B−          |
| The Encyclopedia of Popular Music          | [ 5 ]       |
| The Great Rock Discography                 | 6/10        |
| MusicHound Rock: The Essential Album Guide | [ 7 ]       |
| (The New) Rolling Stone Album Guide        | [ 8 ]       |
| Smash Hits                                 | 3/10        |

《Spirits Having Flown》은 1979년 2월 5일, RSO 레코드에 의해 발매된 영국의 팝 그룹 비지스의 열다섯 번째 스튜디오 음반이다. 《Saturday Night Fever》 사운드트랙에서의 그들의 협업 이후에 그 그룹의 첫 번째 음반이었다. 그 음반의 첫 세 트랙은 싱글로 발매되었고 모두 미국에서 1위에 도달했고, 비지스에게 1년 동안 6개의 미국 차트 1위를 끊지 않은 기록을 주었고, 빙 크로스비, 엘비스 프레슬리, 그리고 비틀즈가 공유하는 위업과 동등하게 했다. 그것은 그들의 첫 번째이자 유일한 영국 1위 음반일 뿐만 아니라, 10년 만에 영국을 40위 안에 올린 최초의 비지스 음반이었다. 《Spirits Having Flown》은 또한 오스트레일리아, 캐나다, 독일, 뉴질랜드, 스웨덴, 그리고 미국의 차트에서 1위를 했다. 그 음반은 전 세계적으로 2천만장 이상 팔렸다.
《Spirits Having Flown》은 1980년대 초 로빈 깁이 인터뷰에서 "검열"과 "악"이라고 지칭하는 거의 완전한 라디오 블랙아웃(특히 미국에서)의 대상이 되기 전에 밴드의 가장 성공적인 시대의 끝을 장식했다.

## 배경
1978년 초, 배리 깁은 앤디 깁의 《Shadow Dancing》 음반을 제작했다. 2월에, 배리는 프랭키 밸리가 공연한 영화 《그리스》의 타이틀곡을 썼고, 2월에, 1977년의 또 다른 배리 깁의 작곡 〈Ain't Nothing Gonna Keep Me From You〉가 테리 디사리오에 의해 녹음되었다. 3월에, 비지스는 이 음반을 녹음하기 시작했다.

### 녹음
공동 프로듀서인 알비 갈루텐은 《Spirits Having Flown》을 주로 배리 깁, 칼 리처드슨과 그 자신이 크리에이티브 스튜디오에서 밤낮으로 긴 시간을 들여 만든 것으로 회상한다. 블루 위버는 다른 이들이 관여했던 것을 회상한다. 둘 다 로빈 깁이 곡을 쓰고 녹음 과정에 피드백을 제공하는 데 막후에서 활동했다는 것에 동의하지만, 모리스 깁은 아마도 그가 비지스 음반에서 한 것 중 가장 적게 기여했을 것이다. 그의 알코올 중독은 그의 창의력을 약화시켰을 뿐만 아니라, 그는 1980년 마침내 나쁜 디스크로 인해 허리 통증을 진단받았다. 그는 베이스 작업을 할 것이고, 그가 모르는 사이에 배리와 로빈은 그가 연주해야 할 부분을 연주하기 위해 다른 사람을 고용할 것이라고 말했지만, 그는 그가 잘 연주하는 동안 배리와 로빈 모두 그에게 의존할 수 없다고 말했다.

### 판매
이 음반은 1997년 현재 전 세계적으로 2천만장 이상 판매되었다. 미국 음반 산업 협회는 미국에서 4백만장을 판매한 반면, 음반 "플래티넘"은 백만장의 판매고를 기록했다.

## 곡 목록
모든 곡들은 배리 깁, 로빈 깁 그리고 모리스 깁에 의해 작사/작곡했다.
| #  | 제목                       | 리드 보컬          | 재생 시간 |
| -- | -------------------------- | ------------------ | --------- |
| 1. | 〈Tragedy〉                | 배리               | 5:03      |
| 2. | 〈Too Much Heaven〉        | 배리, 로빈, 모리스 | 4:55      |
| 3. | 〈Love You Inside Out〉    | 배리               | 4:11      |
| 4. | 〈Reaching Out〉           | 배리               | 4:05      |
| 5. | 〈Spirits (Having Flown)〉 | 배리               | 5:19      |

| #  | 제목                   | 리드 보컬  | 재생 시간 |
| -- | ---------------------- | ---------- | --------- |
| 1. | 〈Search, Find〉       | 배리       | 4:13      |
| 2. | 〈Stop (Think Again)〉 | 배리       | 6:40      |
| 3. | 〈Living Together〉    | 로빈, 배리 | 4:21      |
| 4. | 〈I'm Satisfied〉      | 배리       | 3:55      |
| 5. | 〈Until〉              | 배리       | 2:27      |

## 인증
| 국가                                                  | 인증        | 판매량/출하량 |
| ----------------------------------------------------- | ----------- | ------------- |
| 아르헨티나                                            | —           | 60,000        |
| 오스트레일리아                                        | —           | 215,000       |
| 브라질 (Pro-Música Brasil)                            | 골드        | 150,000       |
| 캐나다 (뮤직 캐나다)                                  | 5× 플래티넘 | 1,000,000     |
| 덴마크                                                | —           | 100,000       |
| 핀란드 (Musiikkituottajat)                            | 골드        | 25,000        |
| 프랑스 (SNEP)                                         | 골드        | 300,000       |
| 그리스                                                | —           | 30,000        |
| 홍콩 (IFPI 홍콩)                                      | 플래티넘    | 20,000*       |
| 일본 (오리콘 차트)                                    | —           | 259,000       |
| 말레이시아                                            | —           | 4,000         |
| 뉴질랜드 (RMNZ)                                       | 플래티넘    | 15,000^       |
| 노르웨이                                              | —           | 115,000       |
| 영국 (BPI)                                            | 플래티넘    | 500,000       |
| 미국 (RIAA)                                           | 플래티넘    | 4,000,000     |
| 요약                                                  |             |               |
| 전 세계                                               | —           | 20,000,000    |
| *판매량을 기반으로 한 인증 ^출하량을 기반으로 한 인증 |             |               |